# Ferdinand Verbiest
Ferdinand Verbiest, SJ (Pittem, Flandres, 9 de Outubro de 1623 — Pequim, 28 de Janeiro de 1688) foi um astrônomo, matemático, cientista, jesuíta e missionário católico flamengo.
Tornou-se amigo íntimo do Imperador Kangxi, que freqüentemente solicitava seu ensino em geometria, filosofia e música.
Há correspondência sua com a Duquesa de Aveiro, Maria de Guadalupe Lencastre e Cardenas.
Verbiest trabalhou como diplomata, cartógrafo e tradutor; ele falava latim, alemão, holandês, espanhol, hebraico, italiano e manchu. Escreveu mais de trinta livros.

## Biografia
Ele chegou à China em 1659, onde ficou conhecido como Nan Huairen (南怀仁). Foi imediatamente convocado para Pequim, para ajudar Adam Schall, um jesuíta que na altura era presidente do Tribunal das Matemáticas. Mais tarde, Verbiest conseguiu provar ao Imperador Kangxi que a astronomia europeia era mais precisa e exacta do que a astronomia chinesa. Por isso, foi-lhe entregue o importante trabalho de reformar o calendário chinês e, mais tarde, foi também convidado a reconstruir e reequipar o Observatório Antigo de Pequim. Ele tornou-se também director do Observatório Antigo de Pequim e presidente do Tribunal das Matemáticas, que era um importante conselho imperial para matérias científicas, nomeadamente para a organização do calendário chinês, para a previsão de eclipses e para a observação astronómica.
Verbiest tornou-se inclusivamente amigo do Imperador Kangxi, que frequentemente lhe solicitava o seu vasto conhecimento na filosofia, na geometria e na música. O Imperador, que era um grande simpatizante dos jesuítas, concedeu a Verbiest o mais alto grau de mandarinato. Ele trabalhou também como diplomata, cartógrafo e até tradutor, porque ele dominava o latim, o alemão, o holandês, o espanhol e o italiano. Ele escreveu ainda mais de trinta livros.
Morreu em Pequim, no dia 28 de Janeiro de 1688, e foi sepultado em Pequim, junto a Matteo Ricci e Adam Schall.

### O carro de Verbiest

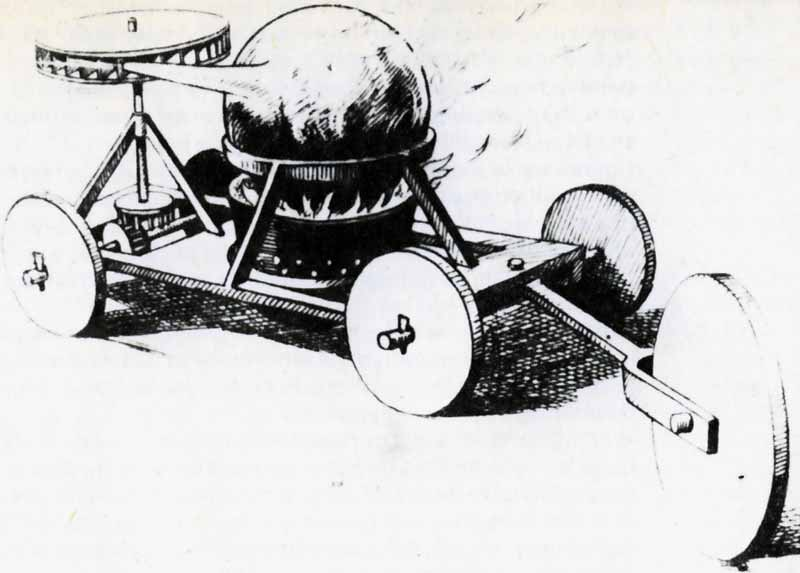
O 'carro' a vapor de Verbiest descrito em 1672 – de uma impressão do século XVIII.

Junto com os trabalhos em astronomia Verbiest também experimentou no campo do vapor. Por volta de 1672 ele desenhou – como um brinquedo para o imperador – um carrinho movido a vapor que foi, possivelmente, o primeiro veículo a vapor a funcionar ('auto-móvel'). Verbiest descreve ele em seu trabalho Astronomia Europea. Como ele possuía somente 65 cm (25,6 in) de comprimento, e portanto efetivamente, um modelo em escala, não projetado para transportar passageiros humanos, nem condutor, não pode ser estritamente chamado de 'carro'.
O vapor era produzido em uma caldeira em forma de bola, com uma chaminé saindo do topo, que estava direcionada para uma simples, turbina a vapor aberta (parecida com uma roda de água) que tracionava as rodas traseiras.

## Projetos iniciais

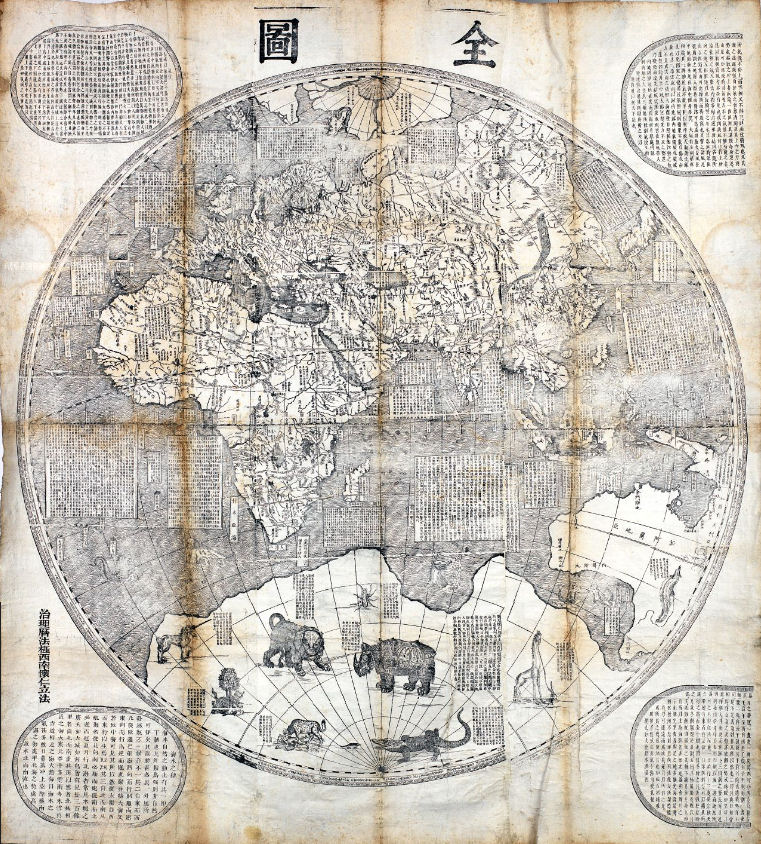
Ferdinand Verbiest publicou o mapa- múndi Kunyu Quantu em 1674.

O calendário de 1670 incluía um mês extra desnecessariamente, adicionado para esconder outros erros e para alinhar os meses lunares com o ano solar. Verbiest sugeriu que os erros fossem corrigidos, incluindo a remoção do mês extra. Este foi um movimento audacioso, pois o calendário havia sido aprovado pelo próprio imperador. Temendo a resposta do imperador, os funcionários do observatório imploraram que ele retirasse esse pedido, mas ele respondeu: "Não está em meu poder fazer os céus concordarem com o seu calendário. O mês extra deve ser retirado". Para sua surpresa, o imperador, depois de estudar a pesquisa, concordou e foi feito.
Depois disso, Verbiest e o imperador formaram uma verdadeira amizade, com o jesuíta ensinando-lhe geometria, filosofia e música. Ele era frequentemente convidado para o palácio e para acompanhar o imperador em suas expedições pelo império. Ele traduziu os primeiros seis livros de Euclides para o manchu e aproveitou todas as oportunidades para introduzir o cristianismo. Em resposta, o imperador o elevou ao mais alto grau do mandarinato e concedeu-lhe permissão para pregar o cristianismo em qualquer lugar do império.
Verbiest empreendeu muitos projetos, incluindo a construção de um aqueduto, a fundição de 132 canhões para o exército imperial – muito superior a qualquer arma chinesa anterior – e o projeto de uma nova carruagem de armas. Ele criou mapas estelares para o Imperador Kangxi para contar a hora da noite. Outras invenções incluíam um motor a vapor para impulsionar navios.

### Instrumentos para o Observatório de Pequim

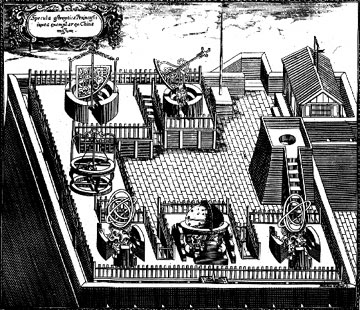
Instrumentos no Observatório de Pequim, alguns deles foram construídos por Verbiest.

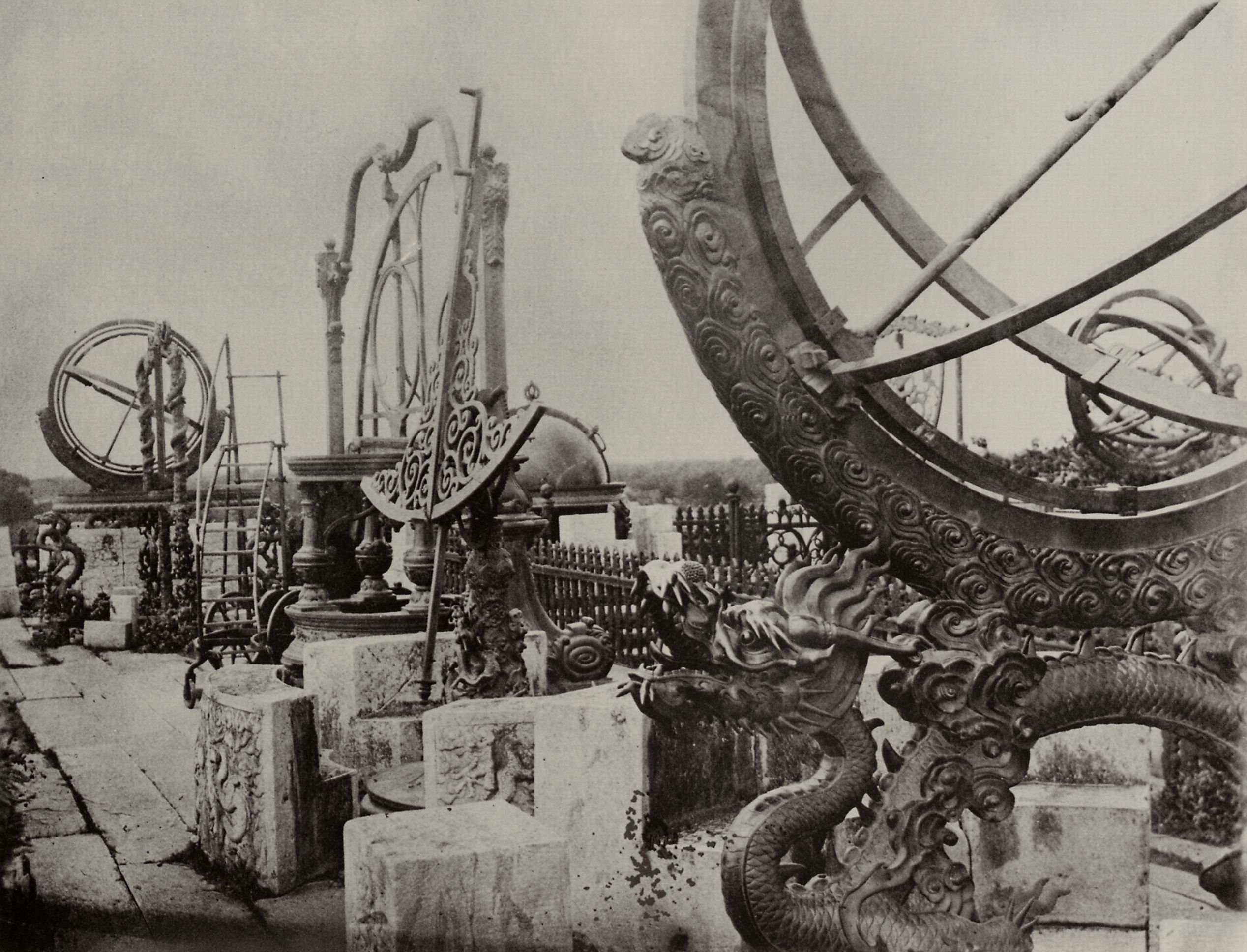
Os instrumentos Verbiest no terraço do observatório, fotografia de Thomas Child, c.1875)

Tendo resolvido as questões em torno do calendário, Verbiest passou a compor uma tabela de todos os eclipses solares e lunares para os próximos 2000 anos. Encantado com isso, o imperador lhe concedeu o encargo completo do observatório de astronomia imperial, que ele reconstruiu em 1673. O equipamento existente era obsoleto, então Verbiest o consignou a um museu e começou a projetar seis novos instrumentos:
- Altazimute, usado para medir a posição dos corpos celestes em relação ao horizonte celeste e ao zênite – o azimute de altitude.[6]
- Globo celeste, com seis pés de diâmetro, usado para mapear e identificar objetos celestes.[7]
- Armilla eclíptica, esfera armilar, seis pés de diâmetro, usado para medir a diferença de longitude eclíptica e latitudes dos corpos celestes. (Este foi o dispositivo tradicional europeu, enquanto os chineses desenvolveram a armila equatorial.)[8]
- Armilla equatorial, esfera armilar, seis pés de diâmetro, usada principalmente para medir o tempo solar verdadeiro, bem como a diferença de ascensão reta e declinação de corpos celestes.[9]
- Quadrante Altazimute, seis pés de raio, para medir altitudes ou distâncias zenitais de corpos celestes.[10]
- Sextante, oito pés de raio, usado para medir o ângulo de elevação de um objeto celeste acima do horizonte. Ele é usado para calcular o ângulo entre dois objetos, embora seja limitado a 60 graus de arco. Na navegação, é usado para medir o ângulo do Sol ao meio-dia para determinar a latitude.[11]

Estes eram todos muito grandes, feitos de latão e altamente decorados, com dragões de bronze formando os suportes. Apesar de seu peso, eles eram muito fáceis de manipular, demonstrando a aptidão de Verbiest para o projeto mecânico.